# Ері (мова)
Ері — мова, якою розмовляли люди Ері. Вважається, що Ері була ірокезькою мовою, схожою на Виандот. Мова була погано задокументована, і лінгвісти не впевнені, що цей висновок про схожість є правильним. Було мало зв'язків з європейцями, з яких зв'язки з французами й голландцями були мирними, а з англійцями — переважно ворожими.
Імена Erie та Eriez є скороченими формами Erielhonan, що означає «довгий хвіст», що відноситься до місцевих пантер. Ері називали «народом котів» (французькою Nation du Chat ; Hodge 1910, Swanton).
Принаймні одне запозичене слово збереглося з мови Ері: Chautauqua, слово з невизначеним визначенням/перекладом.

## Переклад слів
- Erielhonan — довгий хвіст
- Ronnongwetonwanca — удачі
- Kahqua/Kahkwa — можливо, ендонім Ері
- Gùkulëáwo — вовк
- Chautauqua — сумка, пов'язана в центрі/середині, або два мокасини, пов'язані разом